# Adam Ziemiński (poseł)
Adam Marek Ziemiński (ur. 11 października 1956 w Resku) – polski mechanik i polityk, poseł na Sejm RP I kadencji.

## Życiorys
Z zawodu technik mechanik samochodowy. Ukończył Policealne Studium Komunikacyjne w Białymstoku w 1977. W 1991 uzyskał mandat posła na Sejm I kadencji. Został wybrany w okręgu wałbrzyskim z listy Konfederacji Polski Niepodległej. Zasiadał w Komisji Systemu Gospodarczego i Przemysłu, Komisji Konstytucyjnej Zgromadzenia Narodowego oraz Komisji Nadzwyczajnej do rozpatrzenia projektów ustaw konstytucyjnych Karta Praw i Wolności oraz Przepisy wprowadzające ustawę konstytucyjną Karta Praw i Wolności.
W 1993 nie uzyskał poselskiej reelekcji. W wyborach samorządowych w 1998 bezskutecznie kandydował do Sejmiku Województwa Dolnośląskiego z listy koalicji Ruch Patriotyczny Ojczyzna. W wyborach parlamentarnych w 2001 bez powodzenia ubiegał się o mandat poselski z ramienia ugrupowania Alternatywa Ruch Społeczny. W wyborach samorządowych w 2002 bezskutecznie kandydował do sejmiku z ramienia Alternatywy - Partii Pracy.